# Analogue Bubblebath 5
Analogue Bubblebath 5 è un EP inedito del musicista Richard D. James.
Registrato nel 1995, doveva essere pubblicato dalla Rephlex Records con lo pseudonimo AFX come quinto EP della serie omonima.
L'EP è composto da otto tracce, composte nello stile acid house, techno e ambient popolare in quel periodo.
Un centinaio di copie-test in vinile sono state distribuite ma la vendita venne cessata quando James decise che il prodotto non era all'altezza degli altri della serie.
Nel gennaio 2005, a causa di problemi con le spedizioni, venti destinatari non ricevettero l'EP Analord 10. La Rephlex quindì spedì loro una seconda partita dell'EP nel giugno dello stesso anno, con inclusa una copia omaggio di Analogue Bubblebath 5. La distribuzione dell'EP, tuttavia, non venne annunciata.

## Tracce
Lato A
1. Untitled – 9:20
2. Untitled – 5:57
3. Untitled – 0:32
4. Untitled – 4:25

Durata totale: 20:14
Lato B
1. Untitled – 6:43
2. Untitled – 6:16
3. Untitled – 4:53
4. Untitled – 6:52

Durata totale: 24:44